# Oulobophora turcosyrica
Oulobophora turcosyrica är en fjärilsart som beskrevs av Eugen Wehrli 1934. Oulobophora turcosyrica ingår i släktet Oulobophora och familjen mätare. Inga underarter finns listade i Catalogue of Life.